# Trasporti in Portogallo
Questa voce raccoglie le principali tipologie di trasporti in Portogallo.

## Trasporti su rotaia

### Rete ferroviaria
In totale: 2.790 km di linee ferroviarie (dati 2006)
- scartamento allargato (1668 mm): 2602 km (1.430 dei quali elettrificati)
- scartamento ridotto (1000 mm): 188 km
  - Gestore nazionale: Comboios de Portugal (CP)
  - collegamento a reti estere contigue
    - presente, con stesso scartamento: Spagna.

### Reti metropolitane
La metropolitana di Lisbona è in funzione nella capitale del Portogallo dal 1959 mentre nella città di Porto dal 2002 funziona una linea di metropolitana leggera, con percorso in parte sotterraneo.

### Reti tranviarie
Il servizio tranviario, a trazione elettrica, è presente a Lisbona (dal 1901, gestito dal Carris) e nella città di Porto (dal 1895; attuale operatore: STCP) con due linee turistiche esercitate con tram storici.

## Trasporti su strada

### Rete stradale
Strade pubbliche: in totale 72.600 km (dati 2002)
- asfaltate: 62.436 km, 1700 dei quali appartengono a superstrade.
- bianche: 10.164 km.

Le strade sono presenti su tutta la nazione

### Reti filoviarie
Attualmente i filobus sono presenti solo a Coimbra (dal 1947), gestiti dallo SMTUC su due linee urbane.

### Autolinee

#### Trasporti urbani e suburbani
Principali operatori che gestiscono in città linee automobilistiche:
- Coimbra: SMTUC
- Guimarães: TUG
- Lisbona: Carris
- Porto: STCP
- Braga: TUB
- Funchal: Horários do Funchal
- Viseu: STUV

#### Trasporti interurbani
Tra le principali città del Portogallo, esistono collegamenti rapidi esercitati da un'unica organizzazione, attiva dal 1995: la Rede Nacional de Expressos.
Aziende private gestiscono trasporti tra gli alberghi e le principali mete turistiche.

## Idrovie
In totale il Portogallo dispone di 820 km di acque navigabili.

### Porti e scali
- Aveiro, Funchal (Madera), Horta (Azzorre), Lisbona, Porto, Ponta Delgada (Azzorre), Praia da Vitória (Azzorre), Setúbal e Viana do Castelo.

## Trasporti aerei
- Compagnia di bandiera: TAP Portugal

Aeroporti
In totale: 66 (dati 1999)
Aeroporti principali
- Lisbona (Lisboa/Portela){LIS};
- Faro (Faro, Algarve);{FAO}
- Porto (Sa Carneiro/Pedras Rubras, Maia - Porto){OPO};
- Funchal/Madera (Santa Cruz, Madera){FNC};
- Ponta Delgada/Azzorre (Papa Joao Paulo II/Sao Miguel){PDL}.

a) con piste di rullaggio pavimentate: 40.
- oltre 3047 m: 5
- da 2438 a 3047 m: 8
- da 1524 a 2437 m: 4
- da 914 a 1523 m: 18
- sotto 914 m: 5.

b) con piste di rullaggio non lastricate: 26.
- oltre 3047 m: 0
- da 2438 a 3047 m: 0
- da 1524 a 2437 m: 0
- da 914 a 1523 m: 1
- sotto 914 m: 25.